# M198

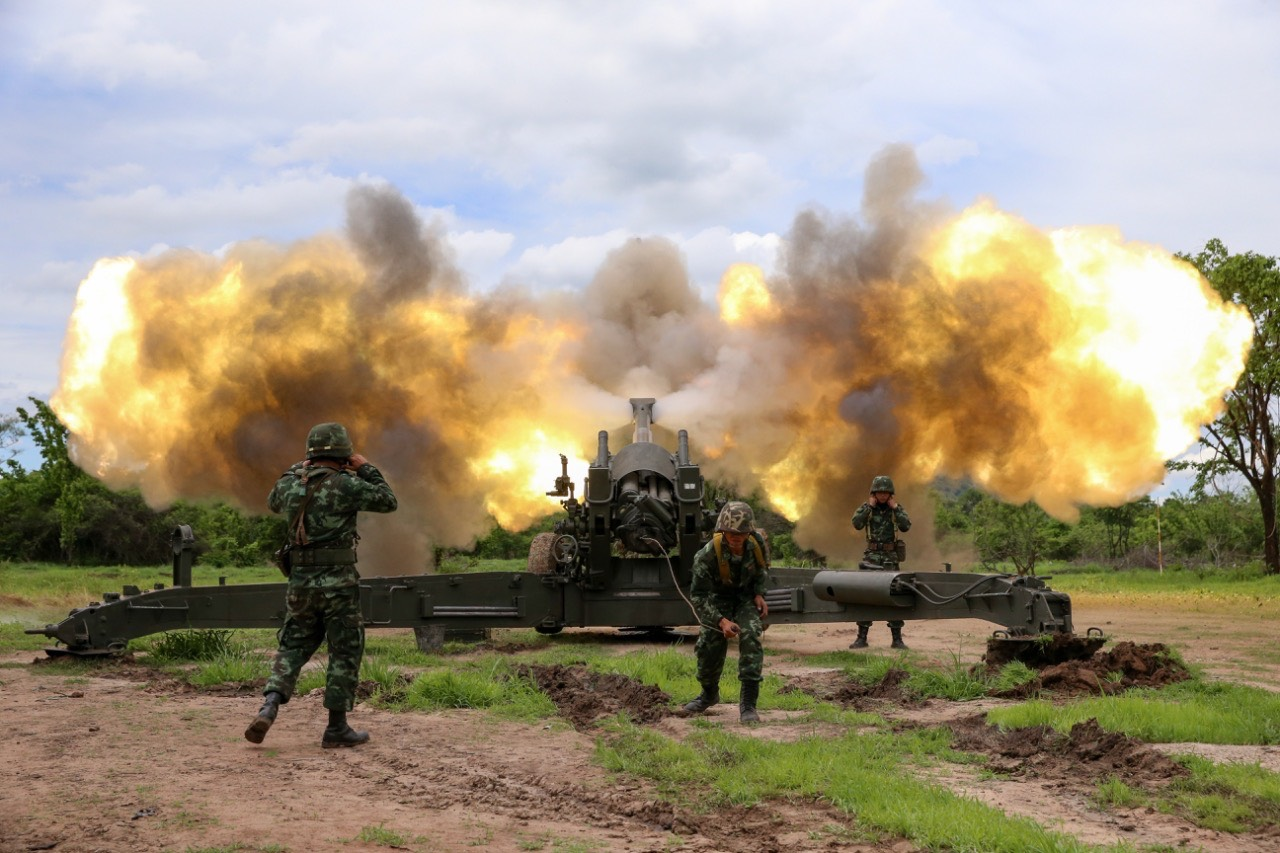
Um M198 do exército tailandês.

O canhão M198 howitzer é um obus desenvolvido para o exército e para o Corpo de Fuzileiros dos Estados Unidos. Ele foi feito para substituir o M114. Posto no serviço ativo em 1979, com 1 600 unidades construídos, ele já participou de vários combates, como a Guerra do Golfo e do Iraque.
O M198 foi retirado de serviço nos Estados Unidos e na Austrália, sendo substituído pelo M777.